# Agios Nikolaos (Kreta)
Agios Nikolaos (grčki: Άγιος Νικόλαος) je grad na obali grčkoga otoka Krete. Smješten je istočno od Herakliona, sjeverno od grada Ierapetra i zapadno od grada Sitia. Agios Nikolaos je glavni grad prefekture Lasiti, a djelomično leži na ruševinama antičkoga grada Lato pros Kamara. 

## Povijest
Agios Nikolaos su naseljavali još u kasnom brončanom dobu Dorani. Ime Agios Nikolaos znači Sveti Nikola, i njegov naglasak se nalazi na drugom slogu riječi "Nikolaos". Agios Nikolaos je zajedničko ime naselja i u Grčkoj i na Cipru (na Cipru se nalazi istoimeno naselje), jer Sveti NIkola je zaštitnika pomoraca i svih Grka.